# Болгария на летних Олимпийских играх 1988
Болгария на летних Олимпийских играх 1988 была представлена 171 спортсменом (104 мужчинами и 67 женщинами) в 16 видах спорта. Они завоевали 10 золотых, 12 серебряных и 13 бронзовых медалей.

## Золото
- Лёгкая атлетика на летних Олимпийских играх 1988, мужчины: Христо Марков.
- Лёгкая атлетика на летних Олимпийских играх 1988, женщины: Йорданка Донкова.
- Бокс на летних Олимпийских играх 1988, мужчины: Ивайло Маринов.
- Гребля на байдарках и каноэ на летних Олимпийских играх 1988, женщины: Ваня Гешева-Цветкова.
- Гимнастика на летних Олимпийских играх 1988, мужчины: Любомир Герасков.
- Стрельба на летних Олимпийских играх 1988, мужчины: Таню Киряков.
- Плавание на летних Олимпийских играх 1988, женщины: Таня Дангалакова.
- Тяжёлая атлетика на летних Олимпийских играх 1988, мужчины: Севдалин Маринов.
- Тяжёлая атлетика на летних Олимпийских играх 1988, мужчины: Борислав Гидиков.
- Борьба на летних Олимпийских играх 1988, мужчины: Атанас Комшев.

## Серебро
- Лёгкая атлетика на летних Олимпийских играх 1988, женщины: Стефка Костадинова.
- Бокс на летних Олимпийских играх 1988, мужчины: Александр Христов.
- Гребля на байдарках и каноэ на летних Олимпийских играх 1988, женщины: Ваня Гешева-Цветкова и Диана Палийска.
- Гимнастика на летних Олимпийских играх 1988, женщины: Адриана Дунавская.
- Академическая гребля на летних Олимпийских играх 1988, женщины: Лалка Берберова и Радка Стоянова.
- Стрельба на летних Олимпийских играх 1988, женщины: Весела Лечева.
- Плавание на летних Олимпийских играх 1988, женщины: Антоанета Френкева.
- Тяжёлая атлетика на летних Олимпийских играх 1988, мужчины: Стефан Топуров.
- Борьба на летних Олимпийских играх 1988, мужчины: Стоян Балов.
- Борьба на летних Олимпийских играх 1988, мужчины: Живко Вангелов.
- Борьба на летних Олимпийских играх 1988, мужчины: Рангел Геровский.
- Борьба на летних Олимпийских играх 1988, мужчины: Иван Цонов.

## Бронза
- Лёгкая атлетика на летних Олимпийских играх 1988, женщины: Цветанка Христова.
- Гребля на байдарках и каноэ на летних Олимпийских играх 1988, мужчины: Мартин Маринов.
- Гребля на байдарках и каноэ на летних Олимпийских играх 1988, женщины: Николай Бухалов.
- Гребля на байдарках и каноэ на летних Олимпийских играх 1988, женщины: Ваня Гешева-Цветкова, Борислава Иванова, Диана Палийска и Огняна Петрова.
- Гимнастика на летних Олимпийских играх 1988, женщины: Диана Дудева.
- Академическая гребля на летних Олимпийских играх 1988, женщины: Магдалена Георгиева.
- Академическая гребля на летних Олимпийских играх 1988, женщины: Стефка Мадина и Виолета Нинова.
- Плавание на летних Олимпийских играх 1988, женщины: Антоанета Френкева.
- Теннис на летних Олимпийских играх 1988, женщины: Мануэла Малеева.
- Тяжёлая атлетика на летних Олимпийских играх 1988, мужчины: Александар Варбанов.
- Борьба на летних Олимпийских играх 1988, мужчины: Братан Ценов.
- Борьба на летних Олимпийских играх 1988, мужчины: Симеон Штерев.
- Борьба на летних Олимпийских играх 1988, мужчины: Рахмат Софиади.